# São Lourenço (Niterói)
São Lourenço é um bairro da Zona Norte do município de Niterói, Região Metropolitana do Rio de Janeiro, no estado do Rio de Janeiro, no Brasil. O bairro se destaca pela sua importância na história indígena da região, tendo sido, a Aldeia de São Lourenço, o primeiro aldeamento da capitania do Rio de Janeiro, abrigando, também, a Igreja de São Lourenço dos Índios, que está entre um dos primeiros assentamentos da ordem jesuítica no Brasil. 

## História do Bairro
São Lourenço é um bairro de grande importância para a história de Niterói, pois foi o local onde a cidade foi fundada pelo chefe temiminó Arariboia, em 22 de novembro de 1573. A reação aos franceses que se estabeleceram na Baía de Guanabara, em 1555, originou o povoamento na área. Na luta, sobressaíram-se Estácio de Sá, Mem de Sá, do lado dos portugueses, e Arariboia, do lado dos indígenas. Expulsos os franceses e por sua lealdade aos lusitanos, Arariboia recebeu uma sesmaria em 16 de março de 1568. Futuramente, nestas terras seria erguida a cidade de Niterói. Ao instalar-se na região, escolheu o Morro de São Lourenço para construir o seu aldeamento principal devido à visão estratégica da baía, possibilitando vigilância constante.
No alto do morro de São Lourenço, no largo em frente a igreja, os índios enterravam os seus mortos. Por isso, o local foi batizado pelo povo de Cemitério dos Caboclos. A Freguesia de São Lourenço progrediu e estendeu-se aos poucos, sendo ocupada por fazendas de cana-de-açúcar, mandioca, fumo e outras culturas, porém o progresso que vinha do outro lado da Baía de Guanabara iria ocorrer, preferencialmente, na parte mais plana, em locais facilmente alcançável por mar.
No século XIX, com a política de expulsão dos jesuítas do Império português, promovida pelo Marquês de Pombal, a Aldeia de São Lourenço era o único local, próximo ao Rio de Janeiro, onde ainda habitavam indígenas aldeados. Eles viviam da pesca, da caça e da coleta de frutos abundantes, ademais da tecelagem e da produção de cerâmicas. A população da aldeia foi progressivamente diminuindo até que, em 1866, o Governo Provincial decidiu extinguir o povoado.

A Enseada de São Lourenço, com o passar dos anos, foi se tornando cada vez mais rasa não só pelo acúmulo de lodo, como também pelo papel de vazadouro de lixo da cidade que cumpria.

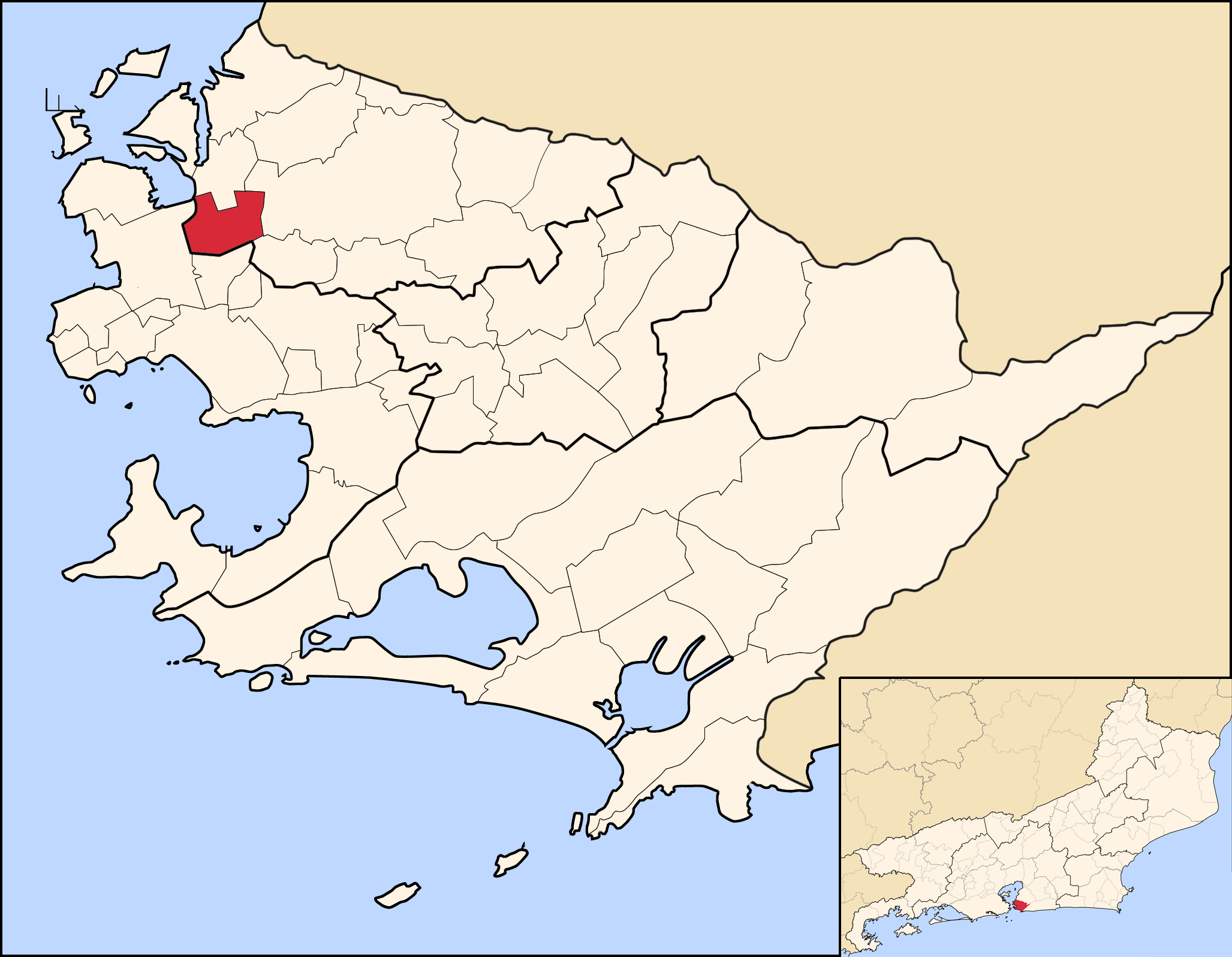
Localização do bairro de São Lourenço no município de Niterói.

Com o projeto de construção de um cais, a área foi finalmente aterrada, inaugurando-se o Porto de Niterói na década de 1920, cuja área atual pertence parte ao bairro de Santana, parte à Ponta d’Areia. "O movimento do porto consistia, principalmente, na exportação de café para o exterior e do açúcar de Campos para portos nacionais. Era utilizado, igualmente, na importação de madeiras e trigo, mas seu movimento sempre foi pequeno". Atualmente, a área do porto e da estação ferroviária é ocupada por um estaleiro de reparos navais.
Da Enseada de São Lourenço até Maruí havia, outrora, empresas industriais e comerciais variadas. Na Rua São Lourenço (sua ligação com o Centro se fazia diretamente pela Rua do Imperador), importantes estabelecimentos comerciais    (atacadistas) e industriais instalaram-se graças à proximidade do porto e da ferrovia.

## Igreja de São Lourenço dos Índios

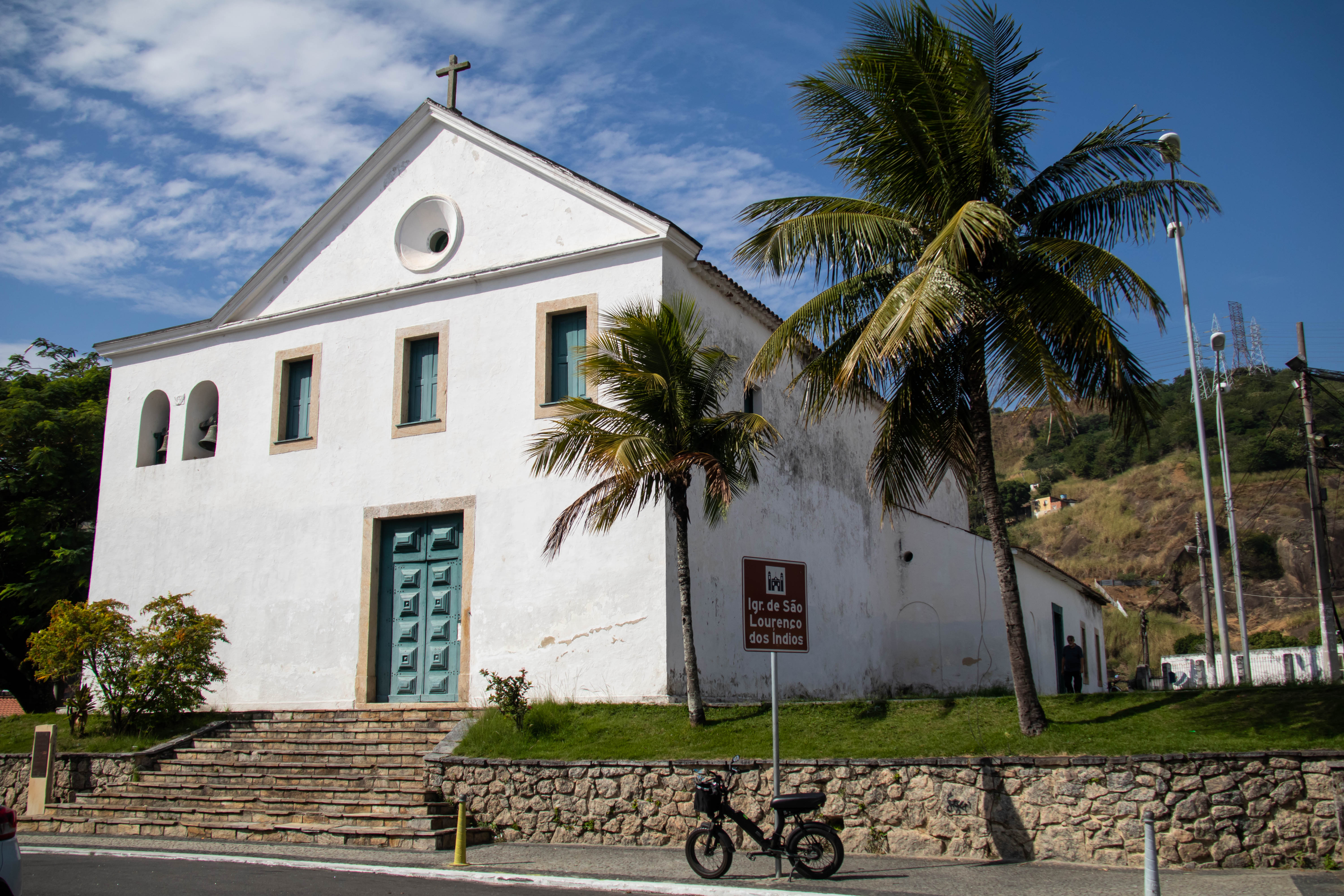
Fachada da Igreja de São Lourenço dos Índios

No bairro, está a mais antiga igreja da cidade, a Igreja de São Lourenço dos Índios, localizada no outeiro do mesmo nome. O seu altar — com a estrutura quase toda em pau-brasil — e o seu piso são ainda originais da época da construção. Segundo consta, a igreja foi erigida em 1627. A princípio, existia uma capela cuja construção foi iniciada no século XVI pelo jesuíta Braz Lourenço. Sendo um dos mais belos templos em estilo colonial do país, foi tombada pelo Instituto do Patrimônio Histórico e Artístico Nacionalem 1948. Segundo lendas existentes, haveria um túnel que ligaria o altar da igreja à margem da baía, possibilitando que os indígenas fossem rapidamente mobilizados para a defesa do Rio de Janeiro. Há realmente indícios de um túnel no local, embora não tenha sido possível recuperar todo o seu trajeto original.

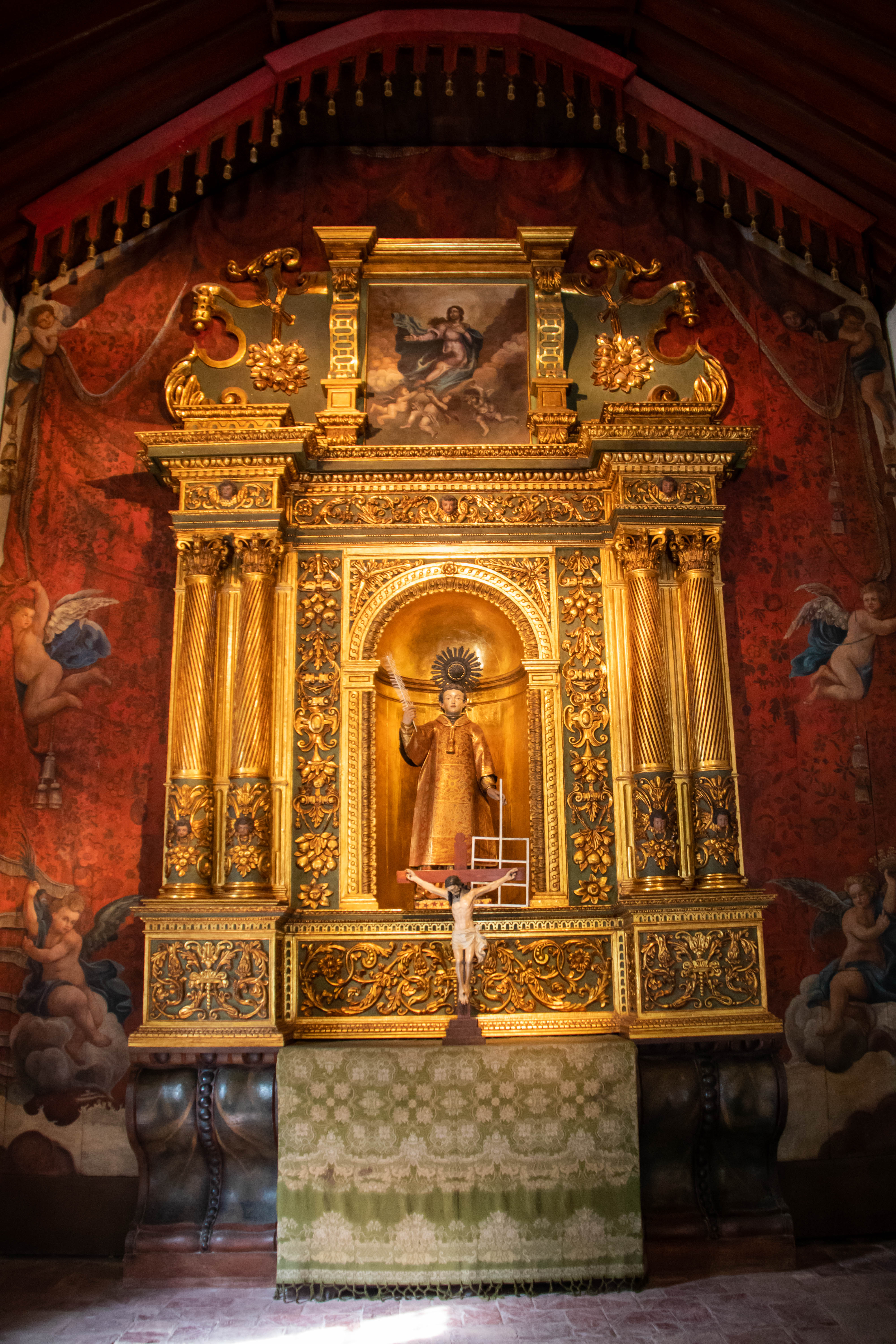
Altar da igreja de São Lourenço dos Índios, datado de fins do século XVII ou início do XVIII.

Já se tornou tradição todos os anos, no dia 22 de novembro, comemorar, com missa nesta igreja, o aniversário de fundação de Niterói. Nesta data, em 1573, Arariboia, já então batizado com o nome de Martim Afonso de Souza, tomou posse oficialmente da sesmaria que lhe foi doada. Mem de Sá, Governador Geral do Brasil, preocupado com a defesa do Rio de Janeiro, tomou uma série de medidas após a expulsão dos franceses, entre elas a ocupação da Banda D'Além (como chamavam Niterói na época), daí a doação de uma sesmaria a Martim Afonso de Souza.
Em Agosto de 1939, estava marcado o início das obras para a primeira restauração da igreja, sendo comunicado à prefeitura de Niterói pela então diretora interina do SPHAN, Heloísa Alberto Torres, que teria como responsável a restauradora de arte Anita Orientar. Uma outra restauração foi realizada entre 2000 e 2001 por Cláudio Valério Teixeira, do Núcleo de Restauração de Bens Culturais de Niterói, conservando as características da arquitetura jesuítica.